# سعد عرفة
سعد عرفة (1 أبريل 1923 - 1 يوليو 1998)، مخرج ومؤلف ومنتج مصري.

## مسيرته
بدأ حياته الفنية كاتبًا للقصة منذ عام 1940، كما عمل مساعد مخرج لعدد من المخرجين منذ عام 1945، منهم عاطف سالم، وجمع بين التأليف والإنتاج والإخراج. ألف وأخرج مع الذكريات الذي عرض بعد عام من إطلاقه في لندن وحاز دور الأحدب فيه استحسانا واسعا.

## حياته الشخصية
هو والد المخرجين شريف وعمرو عرفة.

## الجوائز
في الدورة الرابعة من مهرجان شرم الشيخ السينمائي، أطلق اسم سعد عرفة على جائزة الإخراج اعترافا بمساهماته الريادية.

## أعماله

### إخراج
- 1960: لقاء في الغروب
- 1961: مع الذكريات
- 1962: دنيا البنات
- 1963: حب لا أنساه
- 1965: الاعتراف
- 1966: إجازة صيف
- 1969: ليلة واحدة
- 1971: اعترافات امرأة
- 1972: بيت من رمال
- 1973: غرباء
- 1974: رحلة العمر
- 1977: الحب قبل الخبز أحياناً
- 1981: دموع في ليلة الزفاف
- 1981: أنا في عينيه
- 1982: اعتداء
- 1983: مرزوقة
- 1987: لعبة الكبار
- 1988: حكاية نص مليون دولار
- 1990: اللص
- 1995: الملائكة لا تسكن الأرض

### تأليف
- 1960: لقاء في الغروب
- 1961: مع الذكريات
- 1962: دنيا البنات
- 1963: حب لا أنساه
- 1966: إجازة صيف
- 1972: بيت من رمال
- 1973: غرباء
- 1974: رحلة العمر
- 1981: دموع في ليلة الزفاف
- 1983: مرزوقة
- 1987: لعبة الكبار
- 1990: اللص
- 1995: الملائكة لا تسكن الأرض

### إنتاج
- 1969: ليلة واحدة
- 1974: رحلة العمر
- 1977: الحب قبل الخبز أحيانا
- 1982: اعتداء
- 1987: لعبة الكبار
- 1988: حكاية نص مليون دولار

### مخرج مساعد
- 1950: شاطئ الغرام
- 1950: آه من الرجالة
- 1950: المليونير
- 1953: الحرمان
- 1954: ليلة من عمري
- 1954: جعلوني مجرما
- 1955: فجر
- 1956: معجزة السماء
- 1956: صوت من الماضي
- 1956: النمرود
- 1957: غرام المليونير
- 1957: علموني الحب

### مراقب سيناريو
- 1948: حب وجنون
- 1949: هدى
- 1949: فاطمة وماريكا وراشيل
- 1949: المجنونة
- 1950: غرام راقصة
- 1950: الآنسة ماما
- 1951: نهاية قصة
- 1951: فايق ورايق
- 1951: حماتي قنبلة ذرية
- 1951: بلد المحبوب
- 1951: الحب في خطر
- 1951: البنات شربات
- 1952: قدم الخير
- 1952: على كيفك
- 1952: حبيب قلبي
- 1952: المنتصر
- 1953: ظلموني الحبايب
- 1953: ابن للإيجار
- 1959: هدى

## وصلات خارجية
- سعد عرفة على موقع IMDb (الإنجليزية)
- سعد عرفة على موقع قاعدة بيانات الفيلم (الإنجليزية)